# Wasyliwka (hromada Berezanka)
Wasyliwka (ukr. Василівка) – wieś na Ukrainie, w obwodzie mikołajowskim, w rejonie mikołajowskim, w hromadzie Berezanka. W 2001 liczyła 714 mieszkańców, spośród których 660 wskazało jako ojczysty język ukraiński, 47 rosyjski, 4 mołdawski, 1 bułgarski, a 2 gagauski.